# Jogos Parapan-Americanos de Jovens
Os Jogos Parapan-Americanos de Jovens (em inglês:  Youth Parapan American Games e em castelhano:  Juegos Parapanamericanos Juveniles) são um evento multiesportivo internacional para atletas de 12 a 21 anos com deficiência física. Os jogos foram criados após os Jogos Pan-Americanos de 2003, a fim de reduzir a grande diferença de idade média entre os países das Américas. Os jogos são realizados a cada quatro anos, escalonando com os jogos Pan-Americanos e Parapan-Americanos, sendo o primeiro do gênero realizado em 2005 em Barquisimeto, Venezuela.

## Edições
| Jogos | Ano  | Cidade sede  | Nação anfitriã | Abertura por    | Data de início | Data de encerramento | Nações    | Competidores | Esportes  | Eventos   | Equipe Melhor Colocada | Ref.      |
| ----- | ---- | ------------ | -------------- | --------------- | -------------- | -------------------- | --------- | ------------ | --------- | --------- | ---------------------- | --------- |
| I     | 2005 | Barquisimeto | Venezuela      |                 | 22 de outubro  | 30 de outubro        | 10        |              | 8         |           | Venezuela (VEN)        | [ 2 ]     |
| II    | 2009 | Bogotá       | Colômbia       |                 | 17 de outubro  | 22 de outubro        | 14        | 700          | 9         |           | Brasil (BRA)           | [ 4 ]     |
| III   | 2013 | Buenos Aires | Argentina      | Alicia Kirchner | 13 de outubro  | 20 de outubro        | 16        | 600          | 10        |           | Brasil (BRA)           | [ 5 ]     |
| IV    | 2017 | São Paulo    | Brasil         |                 | 20 de março    | 25 de março          | 19        | 808          | 12        |           | Brasil (BRA)           | [ 6 ]     |
| V     | 2023 | Bogotá       | Colômbia       | Cancelado       | Cancelado      | Cancelado            | Cancelado | Cancelado    | Cancelado | Cancelado | Cancelado              | Cancelado |
| V     | 2025 | Santiago     | Chile          |                 | 31 de outubro  | 9 de novembro        |           |              |           |           |                        | [ 7 ]     |